# Шмакова, Никлания Петровна
Никлания (Клара) Петровна Шмакова (17 сентября 1928 — 30 апреля 2015) — советская театральная актриса, заслуженная артистка Удмуртской АССР.

## Биография
Никлания (Клара) Шмакова родилась 17 сентября 1928 года. В 1957 году окончила актёрский факультет Днепропетровского театрального училища. В конце 1950-х годов выступала в Тамбовском драматическом театре.
В 1960-е годы играла в Краснодарском академическом театре драмы им. Горького. В 1967 году с группой актёров и мужем Владимиром Ясногородским переехала в Севастополь.
В 1967—1989 годы была актрисой Севастопольского русского драматического театра имени А. В. Луначарского, где исполнила около 40 ролей.
Умерла 30 апреля 2015 года в Севастополе, похоронена на городском кладбище.

### Семья
- Муж — актёр и режиссёр Владимир Ильич Ясногородский (1928 − 2009), заслуженный деятель искусств Украинской ССР[4].

## Награды
- Заслуженная артистка Удмуртской АССР.

## Работы в театре
- 1959 — «Чайка» А. П. Чехов — Нина (Тамбовский драматический театр)[1]
- «Медвежья свадьба» А. В. Луначарский — Юлия
- «Офицер флота» А. Крона — Катя
- «Васса Железнова» М. Горького — Рашель
- «Заговор императрицы» А. Толстого — царица Александра Федоровна
- «Иосиф Швейк против Франца Иосифа» по Я. Гашеку — Ганка
- «Троянской войны не будет» Ж. Жироду — Андромаха

## Критика
В 1959 году при постановке к 100-летию Тамбовского драматического театра пьесы А. П. Чехова «Чайка», считающейся лучшей работой режиссёра В. А. Качирина, исполняла роль Нины:

Глубоко волновала Клара Шмакова. Нина — труднейшая роль! В. А. Качирин требовал непрерывности развития характера — от наивной любительницы, участницы «дачного» спектакля, до большой актрисы, обретшей веру и силу. К. П. Шмаковой удалось это показать.— «Чайка» в Тамбове // Тамбовская правда, № 24, 29 января 1960

## Фильмография
- 1988 — Проводим эксперимент — Лидия Ивановна, секретарь директора